# Van Hool AG500
De Van Hool AG500 is een type gelede bus van de Belgische fabrikant Van Hool. De bussen hebben drie deuren. Bij de eerste reeksen zit de motor horizontaal in het voorste (trek)gedeelte van de bus, later werd de motor verticaal in het voorste (trek)gedeelte van de bus (chauffeurszijde) geplaatst. De bus was de tegenhanger van de AG300, die ten opzichte van de AG500 minder zitplaatsen heeft en de AG700, die een hogere vloer heeft. De basis van de bus was de A500, waar de vloerhoogte van overgenomen is.

## Opmerkelijke uitvoering
Algerije was de grootste afnemer van de AG500. Speciaal voor Algerije ontwikkelde Van Hool een dubbelgelede versie, de AGG500.

## Inzet
De grootste afnemer van de AG500 was Algerije, maar er kwamen ook een aantal exemplaren voor in o.a. België. In België was alleen De Lijn afnemer van de AG500.
| Land   | Bedrijf | Type  | Serie       | Aantal | Jaar      | Inzet                 | Opmerking |
| ------ | ------- | ----- | ----------- | ------ | --------- | --------------------- | --------- |
| België | De Lijn | AG500 | 3346 - 3367 | 22     | 1996      | Verschillende regio's |           |
| België | De Lijn | AG500 | 3774 - 3794 | 21     | 1999-2000 | Verschillende regio's |           |
| België | De Lijn | AG500 | 4139 - 4157 | 19     | 2001      | Verschillende regio's |           |
| België | De Lijn | AG500 | 4278 - 4294 | 17     | 2003      | Verschillende regio's |           |